# Municipalità locale di !Kheis
La municipalità locale di !Kheis (in inglese !Kheis Local Municipality) è una municipalità locale del Sudafrica appartenente alla municipalità distrettuale di ZF Mgcawu, nella provincia del Capo Settentrionale. In base al censimento del 2001 la sua popolazione è di 16.123 abitanti.
La sede amministrativa e legislativa è la città di Groblershoop e il suo territorio si estende su una superficie di 6.435 km² ed è suddiviso in 4 circoscrizioni elettorali (wards). Il suo codice di distretto è NC084.

## Geografia fisica

### Confini
La municipalità locale di !Kheis confina a nord, a est e a sud con il District Management Areas NCDMA08, a est con il District Management Areas NCDMA07, a nord e a ovest con quella di Khara Hais, a est con quella di Siyathemba di Pixley ka Seme e a ovest con quella di !Kai! Garib.

### Città e comuni
- Boegoeberg
- Gannaput
- Groblershoop
- Grootdrink
- Stutterheim
- Wegdraai

### Fiumi
- Kareeboom
- Nrougas se Loop
- Olienhout
- Orange
- Rooiput se Leegte
- Rugseers

### Dighe
- Boegoeberg Dam